# Degeryd och Viskeryd
Degeryd och Viskeryd är en bebyggelse öster om Linköping, vid riksväg 35 i Vårdsbergs socken i Linköpings kommun. Från 2015 avgränsar SCB här en småort.